# Japán a 2024. évi nyári olimpiai játékokon
Japán a franciaországi Párizsban megrendezett 2024. évi nyári olimpiai játékok egyik részt vevő nemzete volt. Az országot az olimpián 34 sportágban 431 sportoló képviselte, akik összesen 45 érmet szereztek.

## Birkózás
Férfi
Kötöttfogású
Szabadfogású
Női
Szabadfogású

## Golf
| Versenyző       | Versenyszám  | 1. forduló | 1. forduló | 2. forduló | 2. forduló | 3. forduló | 3. forduló | 4. forduló | 4. forduló | Összesen | Összesen | Összesen |
| Versenyző       | Versenyszám  | Pont       | Par        | Pont       | Par        | Pont       | Par        | Pont       | Par        | Pontszám | Par      | Helyezés |
| --------------- | ------------ | ---------- | ---------- | ---------- | ---------- | ---------- | ---------- | ---------- | ---------- | -------- | -------- | -------- |
| Macujama Hideki | Férfi egyéni | 63         | −8         | 68         | −3         | 71         | 0          | 65         | −6         | 267      | −17      |          |
| Keita Nakajima  | Férfi egyéni | 70         | −1         | 70         | −1         | 73         | +2         | 74         | +3         | 287      | +3       | =49.     |
| Miyū Yamashita  | Női egyéni   | 71         | −1         | 70         | −2         | 68         | −4         | 73         | +1         | 282      | −6       | =4.      |
| Yuka Saso       | Női egyéni   | 77         | +5         | 74         | +2         | 72         | 0          | 82         | +10        | 305      | +17      | 54.      |

## Kerékpározás

### BMX
Pálya
| Versenyző       | Versenyszám | Negyeddöntő | Negyeddöntő | Vigaszág | Vigaszág | Elődöntő | Elődöntő | Döntő   | Döntő    | Helyezés |
| Versenyző       | Versenyszám | Pont        | Helyezés    | Idő      | Helyezés | Pont     | Helyezés | Idő     | Helyezés | Helyezés |
| --------------- | ----------- | ----------- | ----------- | -------- | -------- | -------- | -------- | ------- | -------- | -------- |
| Hatakejama Szae | Női         | 20          | 20.         | 37,068   | 2.       | 22       | 16.      | kiesett | kiesett  | 16.      |

Szabadgyakorlat
| Versenyző    | Versenyszám | Selejtező | Selejtező | Döntő | Döntő | Helyezés |
| Versenyző    | Versenyszám | Pont      | Hely.     | Pont  | Hely. | Helyezés |
| ------------ | ----------- | --------- | --------- | ----- | ----- | -------- |
| Nakamura Rim | Férfi       | 87,03     | 6.        | 90,89 | 5.    | 5.       |

### Hegyi-kerékpározás
| Versenyző       | Versenyszám      | Idő        | Helyezés |
| --------------- | ---------------- | ---------- | -------- |
| Urara Kawaguchi | Női terepverseny | lekörözték | 32.      |

### Országúti kerékpározás
Férfi
| Versenyző      | Versenyszám   | Idő             | Helyezés |
| -------------- | ------------- | --------------- | -------- |
| Arasiro Jukija | Mezőnyverseny | 6:28:31 (+8:57) | 56.      |

Női
| Versenyző    | Versenyszám   | Idő             | Helyezés |
| ------------ | ------------- | --------------- | -------- |
| Jonamine Eri | Mezőnyverseny | 4:04:23 (+5:00) | 26.      |

### Pálya-kerékpározás
Sprintversenyek
| Versenyző                               | Versenyszám  | Selejtező | Selejtező | 1. forduló                              | Vigaszág                                                   | Vigaszág | 2. forduló                     | Vigaszág                      | Nyolcaddöntő                   | Vigaszág                                               | Vigaszág | Negyeddöntő                                                                     | 5–8. helyért                                                           | 5–8. helyért | Elődöntő             | Döntő                                                                                       | Helyezés |
| Versenyző                               | Versenyszám  | Idő       | Hely.     | Ellenfél Győztes idő                    | Ellenfelek Győztes idő                                     | Hely.    | Ellenfél Győztes idő           | Ellenfél Győztes idő          | Ellenfél Győztes idő           | Ellenfelek Győztes idő                                 | Hely.    | Ellenfél Győztes idő                                                            | Ellenfelek Győztes idő                                                 | Hely.        | Ellenfél Győztes idő | Ellenfél Győztes idő                                                                        | Helyezés |
| --------------------------------------- | ------------ | --------- | --------- | --------------------------------------- | ---------------------------------------------------------- | -------- | ------------------------------ | ----------------------------- | ------------------------------ | ------------------------------------------------------ | -------- | ------------------------------------------------------------------------------- | ---------------------------------------------------------------------- | ------------ | -------------------- | ------------------------------------------------------------------------------------------- | -------- |
| Yuta Obara                              | Férfi egyéni | 9,483     | 16.       | Nicholas Paul (TRI) · 9,887             | Maximilian Dörnbach (GER) · Sébastien Vigier (FRA) · 9,829 | 1.       | Leigh Hoffman (AUS) · 9,819    | Cristian Ortega (COL) · 9,835 | Harrie Lavreysen (NED) · 9,845 | Leigh Hoffman (AUS) · Nicholas Paul (TRI) · 10,043     | 1.       | Matthew Richardson (AUS) · 9,796, 10,010                                        | Mateusz Rudyk (POL) · Hamish Turnbull (GBR) · Kaiya Ota (JPN) · 9,974  | 2.           |                      |                                                                                             | 6.       |
| Kaiya Ota                               | Férfi egyéni | 9,350     | 8.        | Sébastien Vigier (FRA) · 9,946          |                                                            |          | Nicholas Paul (TRI) · 9,949    | Rayan Helal (FRA) · 10,076    | Leigh Hoffman (AUS) · 9,774    |                                                        |          | Jack Carlin (GBR) · 9,839, 10,108, 9,958                                        | Mateusz Rudyk (POL) · Yuta Obara (JPN) · Hamish Turnbull (GBR) · 9,974 | =3           |                      |                                                                                             | =7.      |
| Riyu Ohta                               | Női egyéni   | 10,659    | 20.       | Mathilde Gros (FRA) · 11,001            | Lauriane Genest (CAN) · Nurul Asri (MAS) · 10,986          | 3.       | kiesett                        | kiesett                       | kiesett                        | kiesett                                                | kiesett  | kiesett                                                                         | kiesett                                                                | kiesett      | kiesett              | kiesett                                                                                     | 20.      |
| Mina Sato                               | Női egyéni   | 10,257    | 7.        | Taky Marie-Divine Kouamé (FRA) · 11,023 |                                                            |          | Kelsey Mitchell (CAN) · 10,816 |                               | Emma Hinze (GER) · 10,838      | Kelsey Mitchell (CAN) · Kristina Clonan (AUS) · 10,613 | 2.       | kiesett                                                                         | kiesett                                                                | kiesett      | kiesett              | kiesett                                                                                     | 10.      |
| Nagaszako Jositaku Yuta Obara Kaiya Ota | Férfi csapat | 42,174    | 4.        |                                         |                                                            |          |                                |                               |                                |                                                        |          | Franciaország (FRA) · Florian Grengbo · Rayan Helal · Sébastien Vigier · 42,376 |                                                                        |              |                      | 5. helyért · Németország (GER) · Maximilian Dörnbach · Luca Spiegel · Nik Schröter · 42,078 | 5.       |

Üldözőversenyek
| Versenyző                                                      | Versenyszám  | Selejtező | Selejtező | Elődöntő     | Elődöntő  | Elődöntő | Döntő        | Döntő     | Döntő    |
| Versenyző                                                      | Versenyszám  | Idő       | Hely.     | Ellenfél Idő | Saját idő | Hely.    | Ellenfél Idő | Saját idő | Helyezés |
| -------------------------------------------------------------- | ------------ | --------- | --------- | ------------ | --------- | -------- | ------------ | --------- | -------- |
| Hasimoto Eija Shunsuke Imamura Kazushige Kuboki Nakano Sindzsi | Férfi csapat | 3:53,489  | 10.       | kiesett      | kiesett   | kiesett  | kiesett      | kiesett   | kiesett  |
| Mizuki Ikeda Kadzsihara Júmi Maho Kakita Tsuyaka Uchino        | Női csapat   | 4:13,818  | 10.       | kiesett      | kiesett   | kiesett  | kiesett      | kiesett   | kiesett  |

Keirin
| Versenyző      | Versenyszám | 1. forduló | Vigaszág | Negyeddöntő | Elődöntő | 7–12. helyért | Döntő         | Helyezés    |
| Versenyző      | Versenyszám | Helyezés   | Helyezés | Helyezés    | Helyezés | Helyezés      | Helyezés      | Helyezés    |
| -------------- | ----------- | ---------- | -------- | ----------- | -------- | ------------- | ------------- | ----------- |
| Nakano Sindzsi | Férfi       | 2.         | erőnyerő | 4.          | 3.       |               | nem ért célba | helyezetlen |
| Kaiya Ota      | Férfi       | 3.         | 1.       | 4.          | kizárták | kiesett       | kiesett       | helyezetlen |
| Riyu Ohta      | Női         | 5.         | 1.       | 4.          | 6.       | 3.            |               | 9.          |
| Mina Sato      | Női         | 2.         | erőnyerő | 5.          | kiesett  | kiesett       | kiesett       | 13.         |

Omnium
| Versenyző        | Versenyszám | 10 km-es scratch | 10 km-es scratch | 10 km-es tempóverseny | 10 km-es tempóverseny | Kieséses verseny | Kieséses verseny | 25 km-es pontverseny | 25 km-es pontverseny | Összesítés | Összesítés |
| Versenyző        | Versenyszám | Pont             | Hely.            | Pont                  | Hely.                 | Pont             | Hely.            | Pont                 | Hely.                | Pont       | Helyezés   |
| ---------------- | ----------- | ---------------- | ---------------- | --------------------- | --------------------- | ---------------- | ---------------- | -------------------- | -------------------- | ---------- | ---------- |
| Kazushige Kuboki | Férfi       | 32               | 5.               | 12                    | 15.                   | 22               | 10.              | 47                   | 5.                   | 113        | 6.         |

| Versenyző       | Versenyszám | 7,5 km-es scratch | 7,5 km-es scratch | 7,5 km-es tempóverseny | 7,5 km-es tempóverseny | Kieséses verseny | Kieséses verseny | 20 km-es pontverseny | 20 km-es pontverseny | Összesítés | Összesítés |
| Versenyző       | Versenyszám | Pont              | Hely.             | Pont                   | Hely.                  | Pont             | Hely.            | Pont                 | Hely.                | Pont       | Helyezés   |
| --------------- | ----------- | ----------------- | ----------------- | ---------------------- | ---------------------- | ---------------- | ---------------- | -------------------- | -------------------- | ---------- | ---------- |
| Kadzsihara Júmi | Női         | 10                | 16.               | 8                      | 17.                    | 1                | 21.              | 25                   | 9.                   | 44         | 17.        |

Madison
| Versenyző                         | Versenyszám | Döntő | Döntő | Helyezés |
| Versenyző                         | Versenyszám | Pont  | Hely. | Helyezés |
| --------------------------------- | ----------- | ----- | ----- | -------- |
| Shunsuke Imamura Kazushige Kuboki | Férfi       | 12    | 6.    | 6.       |
| Maho Kakita Tsuyaka Uchino        | Női         | 1     | 12.   | 12.      |

## Lovaglás
Díjugratás
Lovastusa

## Sportmászás
Kombinált